# Casa de la Vila (Sant Sadurní d'Anoia)
La Casa de la Vila és una casa consistorial modernista de Sant Sadurní d'Anoia (Alt Penedès) protegida com a Bé Cultural d'Interès Local.

## Descripció
Aquest edifici, construit entre 1896 i 1900, en substitució de l'antic ajuntament probablement de l'any 1673, és resolt amb planta baixa, principal, golfes i terrat sobre planta rectangular. El cos princicpal, centrat a la plaça, conté la torre del rellotge i l'estructura vista del campanar, de ferro forjat. El Modernisme està només intuït, hi resta encara l'encarcarement en la modulació clàssica i la constant utilització d'elements arquitectònics del període anterior.